# Franco Piperno
Franco Piperno (Catanzaro, 5 gennaio 1943 – Cosenza, 13 gennaio 2025) è stato un attivista e saggista italiano.
Con alle spalle una lunga militanza politica maturata nel corso degli anni sessanta, fu poi, tra la fine di quest'ultimi e l'inizio degli anni settanta, fra i fondatori e ideologi del gruppo della sinistra extraparlamentare Potere Operaio, collocabile ideologicamente nell'alveo del marxismo operaista, del quale fu uno degli esponenti di spicco, al pari di personalità quali Toni Negri, Oreste Scalzone, Paolo Virno, Alberto Asor Rosa, Massimo Cacciari, Lanfranco Pace ed Emilio Vesce. Fu anche uno dei fondatori di Radio Ciroma alla fine degli anni ottanta. 
Ricercatore presso la facoltà di ingegneria dell'Università "La Sapienza"  di Roma, divenne docente all'Università della Calabria ed ebbe incarichi al Politecnico di Milano e alla Università dell'Aquila. Indotto a riparare all'estero dai problemi giudiziari, insegnò all'ateneo "Pierre e Marie.Curie" di Parigi e poi all'Università del Québec a Montreal (UQAM) e poi alla Università dell'Alberta a Edmonton. Risolti i problemi giudiziari, al rientro in Italia riprese servizio all'UniCal.
Fu coinvolto, al pari di altri importanti esponenti operaisti, nel discusso e controverso Processo 7 aprile, nel quale fu condannato a due anni di reclusione per partecipazione ad associazione sovversiva, con pena prescritta.

## Biografia

### Gli anni di piombo
Nato e cresciuto a Catanzaro da una famiglia ebraica, compì gli studi classici presso il locale liceo Galluppi e conseguì la laurea in fisica presso l'Università di Pisa. Ancora liceale, si iscrisse al Partito Comunista Italiano, per venirne espulso nel 1967 prima dei moti studenteschi del Sessantotto . Frequentò il gruppo che pubblicava Classe operaia, rivista che si formò intorno alla figura di Mario Tronti (autore di "Operai e capitale"). Ben presto finì con l'essere uno dei più famosi leader del movimento del Sessantotto romano, partecipando da protagonista alla contestazione universitaria.
Durante l'estate del 1969 fu nel vivo delle lotte alla FIAT, facendosene portavoce con la rivista La Classe. Verso la fine del 1969, insieme ad altri, fondò il gruppo politico Potere Operaio, del quale, in una fase storica, fu segretario nazionale e leader riconosciuto insieme a Toni Negri, Oreste Scalzone (e, in un primo tempo, Sergio Bologna). Pot. Op. era filiazione di Quaderni Rossi di Raniero Panzieri e, appunto, di Classe operaia (muovendosi, dunque, nel solco "aristocratico" dell'operaismo italiano).

### Il rogo di Primavalle
Nel 1973 un gruppo di Potere Operaio mise in atto un attentato noto come rogo di Primavalle. Nel 2005 Piperno, in qualità di ex dirigente di Potere Operaio, fu associato all'episodio (insieme a Lanfranco Pace e Valerio Morucci). Su questo argomento spiegò in un'intervista su la Repubblica on line, di essere stato informato dei fatti solo un mese dopo l'accaduto insieme al resto del gruppo dirigente.

### Il caso Moro e l'espressione «geometrica potenza»

Franco Piperno intervistato in una puntata del programma televisivo Mixer, 1983

Insieme a Lanfranco Pace provò nel 1978, all'epoca del sequestro Moro, a tessere una delicata mediazione, umana e politica, attraverso il socialista Claudio Signorile nella speranza di ottenere la disponibilità al dialogo dal leader democristiano Amintore Fanfani al fine di salvare la vita del presidente della Democrazia Cristiana Aldo Moro, sequestrato dalle Brigate Rosse  nel marzo 1978, e, altresì, per evitare una criminalizzazione della lotta politica. Dopo il sequestro, coniò la famosa espressione "geometrica potenza" per descrivere la capacità militare dimostrata dai brigatisti rossi nell'agguato di via Fani. Piperno si espresse così si tratta di "coniugare insieme la terribile bellezza di quel 12 marzo del '77 per le strade di Roma (corteo di massa armato) con la geometrica potenza dispiegata in via Fani" (F. Piperno, Dal terrorismo alla guerriglia, in "Pre-Print" del dicembre 1978).
Era in quel periodo tra gli animatori di Metropoli, rivista in dialogo critico con l'area dell'Autonomia (alla testata fu contestata, tra l'altro, la pubblicazione di un fumetto che, secondo l'accusa, ricostruiva nei minimi dettagli il rapimento di Moro). Scioltosi Potere Operaio, una buona parte del gruppo romano era entrato, dopo qualche anno, nelle Brigate Rosse, compreso Valerio Morucci, tra i rapitori di Moro. Lo stesso Toni Negri fu all'epoca sospettato, e poi scagionato dall'accusa, di essere stato ideatore dell'azione.
Nella ricostruzione data davanti alla Commissione Moro Piperno sostenne che in quegli anni si visse una piccola guerra civile, dove le parti contendenti erano, per usare il gergo marxista, il valore d'uso e il valore di scambio. In seguito al "Processo 7 aprile" (1979) contro Autonomia Operaia fu accusato di essere uno dei fiancheggiatori del partito armato.
Da latitante si rifugiò in Francia, dove trascorse diversi anni grazie all'dottrina politica francese sul diritto d'asilo del presidente François Mitterrand, che impediva le estradizioni per atti di natura violenta, ma d'ispirazione politica., e poi in Canada. In seguito rientrò in Italia, ma fu poi scarcerato; tornato in Francia, rientrò in Italia quando la pena, di soli 2 anni, era ormai prescritta.

### Anni successivi

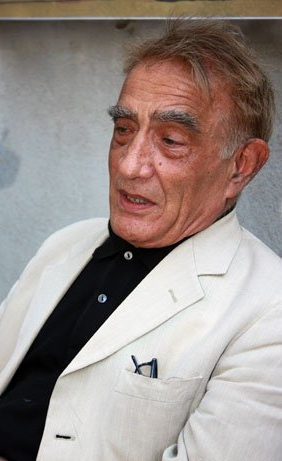
Franco Piperno

È stato uno dei fondatori dell'emittente radiofonica comunitaria Radio Ciroma di Cosenza. Autore inoltre di molti articoli, ma di pochi libri (Manifestolibri ha pubblicato, alla fine degli anni novanta, il suo Elogio dello spirito pubblico meridionale), è stato un attento osservatore di quel Movimento no-global che opponeva una forma di resistenza critica a un processo di globalizzazione che non fosse condiviso dal basso.
È stato professore associato di fisica della materia presso l'Università della Calabria.
Ha pubblicato, per DeriveApprodi, un libro sull'osservazione del cielo, che riprende alcune sue lezioni universitarie, e, per Rizzoli, il libro '68, un testo sull'esperienza sessantottina e sul suo significato.
È stato assessore alla cultura del comune di Cosenza nel periodo a cavallo tra XX e XXI secolo, stagione politica in cui la città è stata amministrata prima da Giacomo Mancini e poi da Eva Catizone. Durante l'elezione nel 2006 del presidente della Repubblica, il 9 maggio ricevette due voti durante il secondo scrutinio e tre durante il terzo.

## Controversie
Hanno destato perplessità alcune sue dichiarazioni espresse il 20 marzo 2008 riguardo a quella che da lui stata definita come "moralità dei brigatisti" e al sotteso giudizio che ne discende sul loro operato. Ha affermato:
(Franco Piperno a Controcorrente, trasmissione di Sky Tg24)
Controverso è anche l'editoriale da lui scritto sul Il Quotidiano del Sud in occasione del decimo anniversario degli attentati terroristici a New York, in cui descriveva l'atto come «un evento dalla bellezza sublime», e i terroristi come «un pugno audace di intellettuali».

## Opere
- Elogio dello spirito pubblico meridionale. Genius loci e individuo sociale. Manifestolibri, 1997.
- 1977. Franco Piperno, Ida Dominijanni, Felice Liperi, Luigi Manconi, Marco Bascetta, Marco Grispigni, Alfonso Maurizio Iacono, Renato Nicolini, Rina Gagliardi, Rossana Rossanda, Paolo Virno. Manifestolibri, 2000.
- Lo spettacolo cosmico. Scrivere il cielo: lezioni di astronomia visiva. DeriveApprodi, 2007.
- '68. L'anno che ritorna. Rizzoli, 2008.